# Línea 2 (Tranvía de Amberes)
La línea 2 del Tranvía de Amberes es una línea que une Hoboken con Merksem, ambos en la ciudad de Amberes, Bélgica.
En la sección del premetro, discurre entre las estaciones de Plantin y Sport.

## Historia
La primera vez que se explotó esta línea fue mediante tranvías tirados por caballos.
En 1975 comenzó a utilizar los túneles del premetro. En 1990, la línea se extendió a Linkeroever.
Desde septiembre de 2012 la línea desde el centro se dirige hacia el norte y no hacia el oeste, como hacía antes.

## Estaciones
|  |   |  | Estación          | Municipio | Correspondencia |  |
|  | - |  | ----------------- | --------- | --------------- |  |
|  | • |  | Lelieplaats       | Amberes   |                 |  |
|  | • |  | Kioskplaats       | Amberes   |                 |  |
|  | • |  | Steynstraat       | Amberes   |                 |  |
|  | • |  | Draaiboom         | Amberes   |                 |  |
|  | • |  | Jan Van de Wouwer | Amberes   |                 |  |
|  | • |  | Zwaantjes         | Amberes   |                 |  |
|  | • |  | Sportstraat       | Amberes   |                 |  |
|  | • |  | Schijfwerper      | Amberes   |                 |  |
|  | • |  | De Bosschaert     | Amberes   |                 |  |
|  | • |  | Olympiade         | Amberes   |                 |  |
|  | • |  | Volhardingstraat  | Amberes   |                 |  |
|  | • |  | Antwerp Expo      | Amberes   |                 |  |
|  | • |  | deSingel          | Amberes   |                 |  |
|  | • |  | Markgravelei      | Amberes   |                 |  |
|  | • |  | Provinciehuis     | Amberes   |                 |  |
|  | • |  | Harmonie          | Amberes   |                 |  |
|  | • |  | Lange Leemstraat  | Amberes   |                 |  |
|  | ■ |  | Plantin           | Amberes   |                 |  |
|  | ■ |  | Diamant           | Amberes   |                 |  |
|  | ■ |  | Astrid            | Amberes   |                 |  |
|  | ■ |  | Elisabeth         | Amberes   |                 |  |
|  | ■ |  | Handel            | Amberes   |                 |  |
|  | ■ |  | Schijnpoort       | Amberes   |                 |  |
|  | ■ |  | Sport             | Amberes   |                 |  |
|  | • |  | Gasthuisgoeve     | Amberes   |                 |  |
|  | • |  | Burgemeester Nolf | Amberes   |                 |  |
|  | • |  | Barnkracht        | Amberes   |                 |  |
|  | • |  | Oudebareel        | Amberes   |                 |  |
|  | • |  | Victor Rosens     | Amberes   |                 |  |
|  | • |  | Rerum Novarum     | Amberes   |                 |  |
|  | • |  | Ringlaan          | Amberes   |                 |  |
|  | • |  | P+R Fortsteenweg  | Amberes   |                 |  |

## Futuro
No hay ampliaciones previstas.